# Caproni A.P.1
Il Caproni A.P.1 era un monomotore da attacco al suolo prodotto dall'azienda italiana Cantieri Aeronautici Bergamaschi, sussidiaria dell'Aeronautica Caproni negli anni trenta.
Utilizzato principalmente dalla Regia Aeronautica, venne esportato in piccolo numero ed utilizzato dalle forze aeree di El Salvador e Paraguay.

## Storia

### Sviluppo
Il Caproni A.P.1 (dove A.P. è l'abbreviazione di Assalto Pallavicino) era un aeroplano d'assalto della Caproni che rispondeva alle specifiche della Regia Aeronautica stilate dal tenente colonnello Amedeo Mecozzi negli anni trenta: incursioni a bassa quota con un carico di caduta in grado di distruggere edifici e concentramenti di truppe e mezzi. Inoltre, dato che doveva poter operare senza scorta della caccia, doveva essere in grado di difendersi con l'armamento di bordo.
L'aereo fu il primo progettato dall'ingegner Cesare Pallavicino, appena trasferitosi dalla Breda alla C.A.B. della Caproni. Il risultato fu un monomotore con equipaggio di 2 persone (pilota ed eventuale mitragliere).
La parte strutturale della fusoliera era in tubi saldati in acciaio al Cr-Mo, composta da parte anteriore (che si innestava sull'ala) e posteriore e ricoperta in compensato e tela.
L'ala a sbalzo (anch'essa ricoperta come la fusoliera) era un unico pezzo su base bilongherone e su di essa era incernierato il carrello d'atterraggio fisso a sbalzo. Il posto del pilota era avanzato e rialzato, in modo da assicurare la massima visibilità anche al mitragliere. Il posto del mitragliere poteva essere eliminato e chiuso.
L'aereo poteva portare fino a 500 kg di bombe, era dotato inizialmente di due mitragliatrici Scotti o SAFAT da 7,7 mm nella carenatura del carrello. In seguito vennero trasferite nelle ali e potenziate a 12,7 mm. Inoltre il mitragliere disponeva di una mitragliatrice da 12,7 mm brandeggiabile.
Il motore era uno stellare a 9 cilindri Piaggio P.IX RCP2 da 600 cv, racchiuso in un anello Magni; l'elica era bipala. A causa della bassa potenza del motore, venne prevista la possibilità di installarne di tipo differente. L'apparecchio, essendo ufficialmente denominato AP.1, nella Caproni era indicato con il codice interno Ca.301.

#### La prima serie

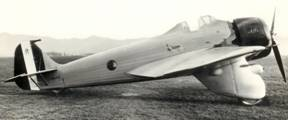
L'apparecchio MM.242 ripreso di lato. Esemplare con il posto per il mitragliere chiuso. Dalla carenatura del carrello spuntano le mitragliatrici.

Della prima serie vennero ordinati due prototipi immatricolati come MM.242 e MM.243. Il primo venne ultimato nell'aprile del 1934 nello stabilimento di Ponte San Pietro e volò per la prima volta il 27 aprile con il pilota Alberto Marazzani. Un atterraggio troppo corto impose dei lavori di riparazione che terminarono il 17 novembre di quell'anno. Il secondo esemplare iniziò i collaudi il 18 maggio 1934 nelle mani dei collaudatori Antonini e Wengl.
Lo MM.242 superò i collaudi militari a Montecelio nel febbraio del 1935, mentre all'MM.243 venne modificato il carrello, dietro richiesta del ministero, da fisso a retrattile. Con tale modifica il velivolo assunse la nuova denominazione di AP.1bis (matricola interna Ca.305).
I motori vennero sostituiti con una versione più potente prodotta dalla Piaggio: la P.IX RC.40 racchiuso in un anello Townend.
Nell'aprile del 1935 la Regia Aeronautica ordinò 12 esemplari, della prima serie, da consegnarsi entro febbraio 1936.

#### La seconda serie
Miglioramenti del prototipo avevano snellito il profilo dell'apparecchio, eliminato le notevoli carenature del carrello, aumentato l'apertura dell'ala di 1,01 m (con un conseguente incremento di superficie di 3,01 m²), migliorato la motorizzazione con un Alfa Romeo 125 RC.35 9 cilindri radiale da 680 CV dotato di cappottatura cilindrica tipo NACA.
La nuova versione venne designata internamente Ca.307 e venne ordinata in 27 esemplari il 22 marzo 1936, con il nuovo motore Alfa Romeo 126 RC.34 da 780 CV, carenatura tronco-conica ed elica tripala.

### Impiego operativo
Gli apparecchi equipaggiarono l'86ª e 98ª Squadriglia del 7º Gruppo (o 7º Gruppo Autonomo Caccia Terrestre) (5º Stormo Assalto), la 100ª e 102ª Squadriglia del 19º Gruppo (o XIX Gruppo) (5º Stormo Assalto), la 160ª e 165ª Squadriglia del 12º Gruppo caccia (50º Stormo Assalto) e la 168ª e 169ª Squadriglia del 16º Gruppo (o XVI Gruppo) (50º Stormo Assalto).
Un velivolo venne immatricolato con la matricola civile I-ABHW per effettuare delle esibizioni all'estero. Il Paraguay ne ordinò 18 più 4 in versione idrovolante e El Salvador ne ordinò 4 esemplari. Mentre, però, al Salvador vennero regolarmente consegnati tutti gli apparecchi, al Paraguay, a causa delle sue incertezze politiche, ne vennero consegnati solo 7 e gli altri 10 già fabbricati vennero acquistati dalla Regia Aeronautica.

## Utilizzatori

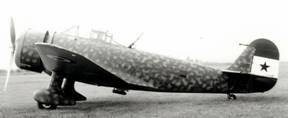
Uno degli esemplari destinati al Paraguay esce dagli stabilimenti con la livrea della Fuerza Aérea Paraguaya.

El Salvador
- Fuerza Aérea Ejército de Salvador

 Italia
- Regia Aeronautica

 Paraguay
- Fuerza Aérea Paraguaya

operò con sette esemplari.

## Galleria d'immagini

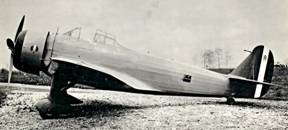
Un esemplare con lo stemma dell'assalto della seconda serie appena uscito dalla linea di montaggio
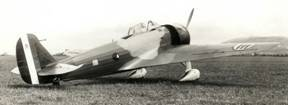
A.P.1 seconda serie con colorazione mimetica.
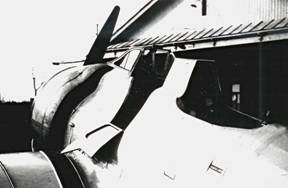
Vista dell'abitacolo di un Assalto Pallavicino 1 seconda serie.
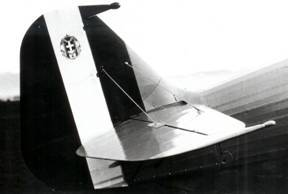
Timone di coda di un Assalto Pallavicino 1.
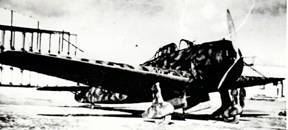
A.P.1 con colorazione mimetica.
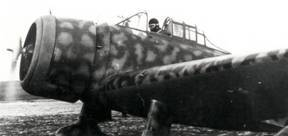
A.P.1 con colorazione mimetica.
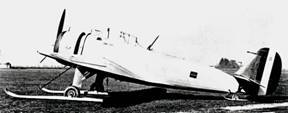
A.P.1 con sci al posto del carrello.
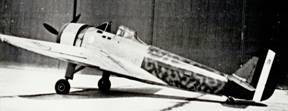
A.P.1 con una colorazione mimetica inconsueta.
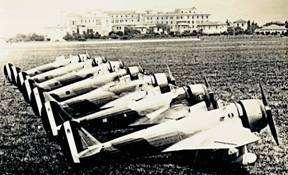
Il 50º Stormo a Ciampino Sud
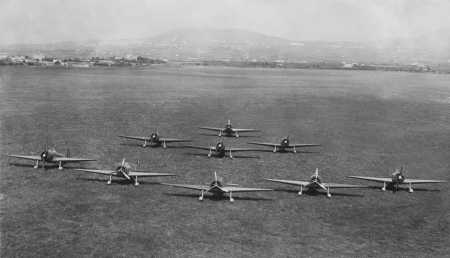
Una squadriglia di nove A.P.1, probabilmente del VII Gruppo Caccia e Assalto
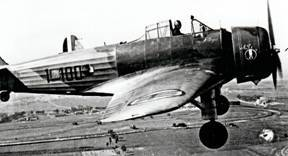
Un apparecchio della 100ª Squadriglia.
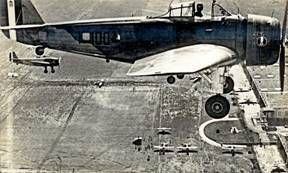
Un apparecchio della 100ª Squadriglia.